# Maison Miffant
La maison Miffant est un bâtiment situé à Dieppe, en France. Il est partiellement inscrit aux monuments historiques depuis 1927.

## Situation et accès
La maison est située au no 9 de la rue d'Écosse, dans le centre-ville de Dieppe, et plus largement au nord du département de la Seine-Maritime.

## Histoire
Il s'agit de l'unique maison à pan de bois ayant échappé au bombardement de Dieppe en 1694. Abandonnée depuis 1946, on envisage, durant le mandat du maire Édouard Leveau (2001-2008), d'y installer la « maison du Canada ». La maison, dont la façade étant alors « en très mauvais état », est finalement réhabilitée au milieu des années 2010 pour accueillir cinq logements (2 studios, un F4, un F3, un F2 en duplex),. Une cérémonie d'inauguration a ainsi lieu le 29 juin 2016 en présence de la Municipalité, de la Société d’économie mixte de l’Agglomération dieppoise (Sémad), porteuse du projet, et d'architectes y ayant participé.

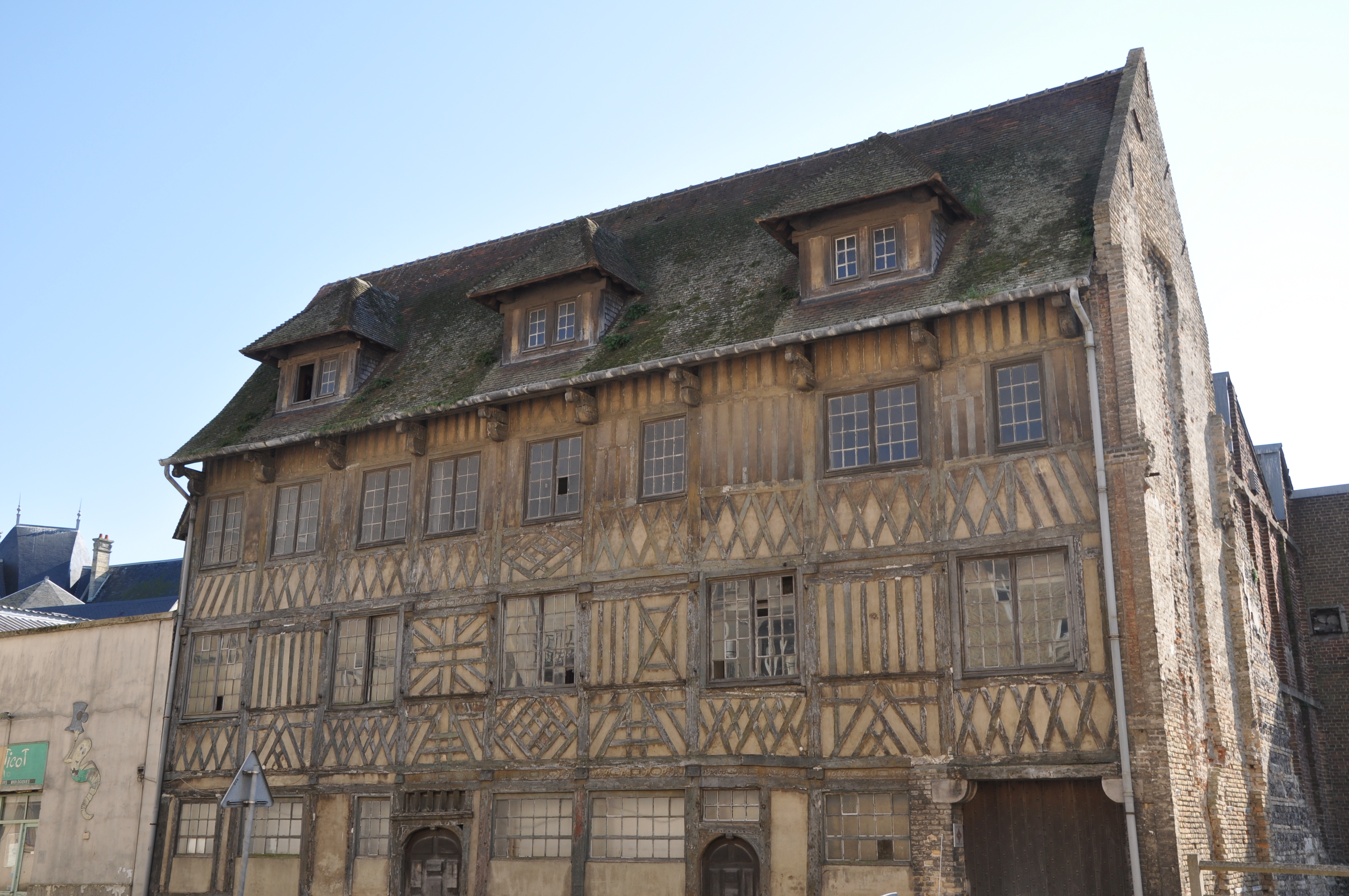
Façade principale avant sa restauration, en septembre 2011.

## Structure
Le bâtiment s'élève sur quatre niveaux. Sa façade principale en pan de bois verdâtre comprend de multiples tournisses formant des motifs.

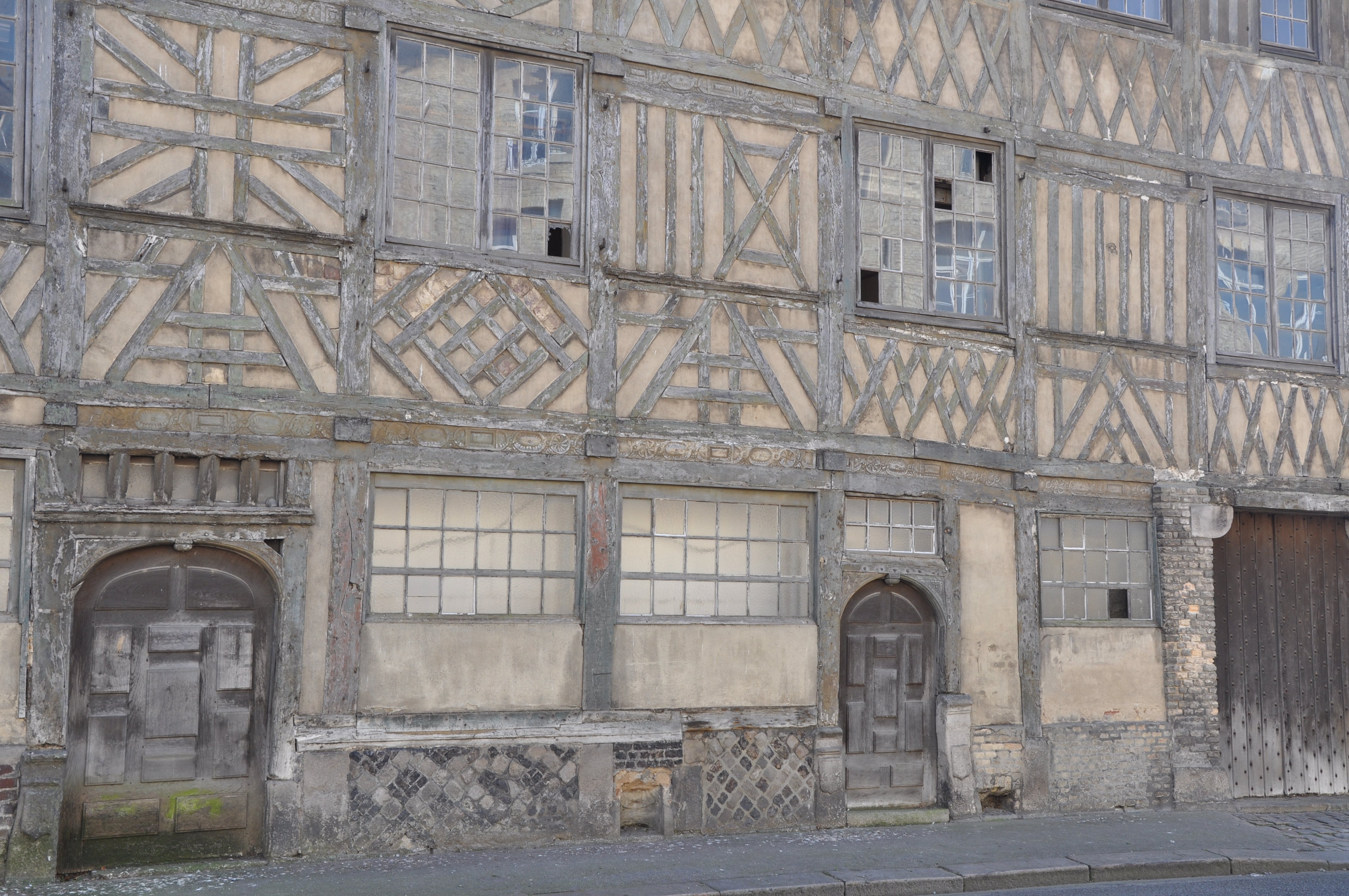
Détail de la façade, en septembre 2011.
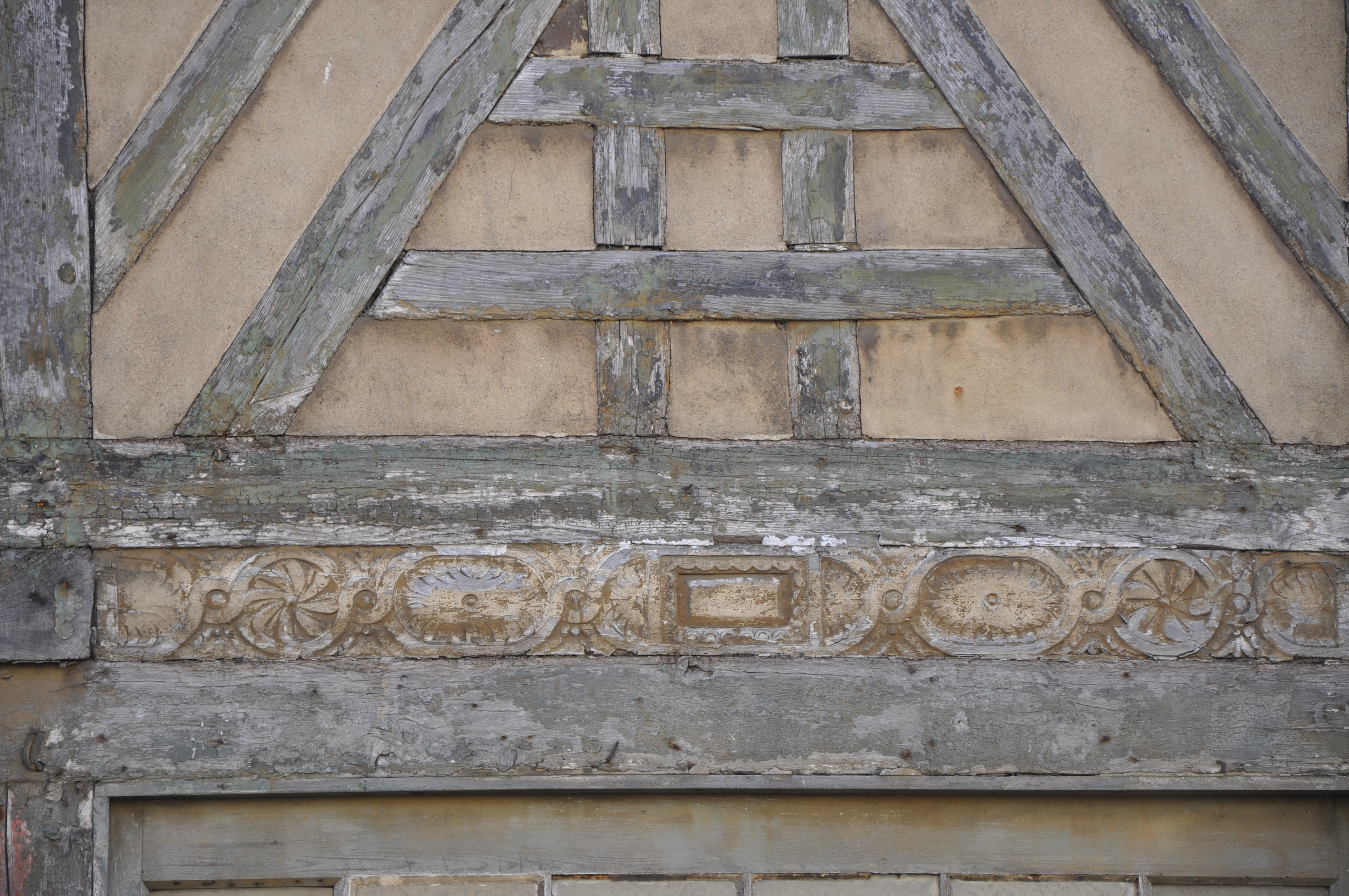
Un des motifs de la façade, en septembre 2011.

## Protection
Les façades de la maison Miffant ainsi que celles aux nos 11, 13 et 15 (ces trois dernières n'existant plus) font l'objet d'une inscription au titre des monuments historiques par arrêté du 6 juillet 1927, en tant que propriété privée.